# Golem van Albanië
Golem van Albanië, ookwel Golem van Krujë (Albanees: Golemi i Krujës) was een Albanese edelman. Hij was de laatste heerser van het Vorstendom Arbër. Zijn rijk omvatte Krujë en Ohrid. Het vorstendom werd in 1256 terug geannexeerd door het Byzantijnse Rijk, waarvan het in 1190 nog onafhankelijk van werd.